# Gruffydd ap Rhydderch
Gruffydd ap Rhydderch, mort l'any 1055, fou un rei de Gwent i part del regne de Morgannwg al sud de Gal·les, i més tard rei de Deheubarth.
Era el fill de Rhydderch ab Iestyn, que havia obtingut el poder al regne de Deheubarth entre el 1023 i el 1033. Ja rei de Morgannwg, Gruffydd s'implicà amb Deheubarth quan aquest regne fou pres de Hywel ab Edwin per Gruffydd ap Llywelyn, ja rei de Gwynedd, el 1044. Tanmateix, Gruffydd ab Rhydderch fou capaç d'expulsar-lo el 1045 i esdevingué rei de Deuhebarth. Es deia que era un rei poderós que resistí tenaçment les ràtzies dels vikings i els atacs de Gruffydd ap Llywelyn. Emperò, el 1055, Gruffydd ap Llywelyn el matà en combat i recapturà Deheubarth.
Es diu que el 1049 feu ràtzies al riu Severn, aliat amb una flota viking irlandesa.
El seu fill Caradog ap Gruffydd també intentà imitar el seu pare i avi recuperant el control de Deheubarth, però morí a la batalla de Mynydd Carn.